# 第三次国際連合アンゴラ検証団
第三次国際連合アンゴラ検証団（だいさんじこくさいれんごうアンゴラけんしょうだん UNITED NATIONS ANGOLA VERIFICATION MISSION III,UNAVEM III）はアンゴラに展開した国際連合平和維持活動。第二次国際連合アンゴラ検証団(UNAVEM II)に引き続き、アンゴラの和平推進のため設立されたものであり、1995年2月8日の国際連合安全保障理事会決議976に基づいている。アンゴラ内戦の停戦監視および国民和解を任務としている。

## 概要
アンゴラ内戦は1975年から続けられており、1980年代以降はアンゴラ解放人民運動(MPLA)とアンゴラ全面独立民族同盟(UNITA)の闘争となっていた。1991年には一時停戦合意がなされ、1992年10月にはUNAVEM IIの監視の下、大統領および議会選挙が実施されている。この選挙は大きな混乱も無く実施されたが、選挙に敗北したUNITAは選挙に不正があったと主張し、内戦を再開した。停止監視任務のUNAVEM IIは有効に機能せず、戦闘は激化した。1994年10月31日にルサカで再びルサカ停戦合意がなされ、UNAVEM IIは停戦監視任務に復帰した。
UNAVEM IIは軍事監視要員が主体であったため、これをさらに強化するために1995年2月8日の安全保障理事会決議976により、UNAVEM IIを再編し、第三次国際連合アンゴラ検証団(UNAVEM III)が設立された。UNAVEM IIIは350名の軍事監視要員のほか、最大約7,000名の平和維持軍を含む構成となっている。任務は停戦監視やルサカ合意に基づく、統合政府の設立支援などの国民和解の推進である。
和平プロセスは特にUNITA側の非協力により遅延したが、国際連合の圧力もあり、次第に前進した。和平プロセスが前進したことにより、さらに国民和解を支援するために、1997年6月30日の国際連合安全保障理事会決議1118に基づき、UNAVEM IIIは国際連合アンゴラ監視団(United Nations Observer Mission in Angola,MONUA)に改編された。MONUAではUNAVEM IIIの任務を引き継ぐほか、平和維持軍が縮小し、文民スタッフが強化されている。